# Pokémon – Filmen: Jag väljer dig!
Pokémon – Filmen: Jag väljer dig! (originaltitel, japanska: 劇場版ポケットモンスター キミにきめた!, Gekijō-ban Poketto Monsutā ー Kimi ni kimeta!, "Biofgrafversionen av Pocket Monsters ー Jag väljer dig!") är en japansk animerad långfilm från 2017 som främst är baserad på animen Pokémon. Den är regisserad av Kunihiko Yuyama och är den tjugonde filmen i Pokémon-filmserien. Pokémon – Filmen: Jag väljer dig! lanserades tjugo år efter animen och är löst baserad på den första säsongen av denna anime samt Pokémon – Filmen, som också regisserades av Yuyama. Titeln är en referens till det första avsnittet av animen, Pokémon, jag väljer dig!

## Handling
När Ash Ketchum försover sig på sin tionde födelsedag får han en envis Pikachu istället för den Pokémon han ville ha. Men efter en vinglig början blir till slut Ash och Pikachu goda vänner och äkta partners och när de får syn på den legendariska Pokémon Ho-Oh bestämmer de sig för att följa efter den tillsammans med hjälp av en Regnbågsvinge som den lämnade efter sig.

## Rollista

### Svenska röster
- Felix Engström - Berättaren
- Dick Eriksson - Ash
- Ikue Otani - Pikachu
- Maria Rydberg - Pikachu
- Mikaela Tidermark - Verity
- Daniel Melén - Sorrel
- Nick Atkinson - Cross
- Calle Carlswärd - Bonji
- Annelie Berg Bhagavan - Jessie
- Andreas Nilsson - James
- Sebastian Karlsson - Meowth
- Maria Rydberg - Syster Joy
- Bengt Järnblad - Professor Oak
- My Bodell - Delia
- Linda Åslund - Erika
- Övriga röster - Patrik Almkvist, Bengt Järnblad, Linda Åslund
- Sång - Joakim Jennefors och Sanna Martin
- Svenska sångtexter - Jenny Liljewrål och Douglas Lawton
- Regissör, manusbearbetning och inspelningstekniker - Bjarne Heuser
- Översättare - Douglas Leijgård
- Svensk version producerad av SDI Media för The Pokémon Company[2]